# Coppa Intertoto 1977
La Coppa Intertoto 1977, detta anche Coppa d'Estate 1977, è stata l'undicesima edizione di questa competizione (la diciassettesima, contando anche quelle della Coppa Rappan) gestita dalla SFP, la società di scommesse svizzera.
Non era prevista la fase finale fra le vincitrici della fase a gironi della fase estiva. Le squadre che si imponevano nei singoli raggruppamenti venivano considerate tutte vincenti a pari merito e ricevevano, oltre ad un piccolo trofeo, un cospicuo premio in denaro.

## Partecipanti
| Nazione                   | Squadra                                                                        | Campionato | Note |
| ------------------------- | ------------------------------------------------------------------------------ | --- | --- |
| Cecoslovacchia (bandiera) | Inter Bratislava Slavia Praga Zbrojovka Brno Slovan Bratislava Jednota Trenčín | Viceampione di Cecoslovacchia 1976-77 3º campionato di Cecoslovacchia 1976-77 4º campionato di Cecoslovacchia 1976-77 8º campionato di Cecoslovacchia 1976-77 11º campionato di Cecoslovacchia 1976-77 | Vincitrice della Coppa Intertoto Girone 7 nell'anno precedente Vincitrice della Coppa Intertoto Girone 5 nell'anno precedente |
| Germania (bandiera)       | Eintracht Francoforte Amburgo Duisburg Hertha Berlino                          | 4º campionato di Germania Ovest 1976-77 6º campionato di Germania Ovest 1976-77 9º campionato di Germania Ovest 1976-77 10º campionato di Germania Ovest 1976-77                                       | Vincitrice della Coppa Intertoto Girone 2 nell'anno precedente                                                                |
| Svizzera (bandiera)       | Zurigo Grasshoppers Young Boys Chênois                                         | 3º campionato di Svizzera 1976-77 4º campionato di Svizzera 1976-77 6º campionato di Svizzera 1976-77 2º Poule retrocessione campionato di Svizzera 1976-77                                            | Vincitrice Coppa di Svizzera 1976-77, Vincitrice della Coppa Intertoto Girone 1 nell'anno precedente                          |
| Polonia (bandiera)        | Zagłębie Sosnowiec Pogoń Stettino Legia Varsavia Ruch Chorzów                  | 5º campionato di Polonia 1976-77 6º campionato di Polonia 1976-77 8º campionato di Polonia 1976-77 13º campionato di Polonia 1976-77                                                                   | Vincitrice Coppa di Polonia 1976-77                                                                                           |
| Svezia (bandiera)         | Halmstad Malmö FF Öster Landskrona BoIS                                        | Campione di Svezia 1976 Vicecampione di Svezia 1976 3º campionato di Svezia 1976 4º campionato di Svezia 1976                                                                                          | Vincitrice della Coppa Intertoto Girone 8 nell'anno precedente                                                                |
| Austria (bandiera)        | SSW Innsbruck LASK Admira/Wacker Grazer AK Sturm Graz Austria Salisburgo       | Campione d'Austria 1976-77 4º campionato d'Austria 1976-77 6º campionato d'Austria 1976-77 8º campionato d'Austria 1976-77 9º campionato d'Austria 1976-77 10º campionato d'Austria 1976-77            | |
| Danimarca (bandiera)      | B 1903 Frem KB Aalborg                                                         | Campione di Danimarca 1976 Vicecampione di Danimarca 1976 3º campionato di Danimarca 1976 4º campionato di Danimarca 1976                                                                              | |
| Belgio (bandiera)         | Standard Liegi                                                                 | 3º campionato del Belgio 1976-77 | |
| Jugoslavia (bandiera)     | Rijeka Vojvodina                                                               | 5º campionato di Jugoslavia 1976-77 14º campionato di Jugoslavia 1976-77 | Vincitrice della Coppa Intertoto Girone 10 nell'anno precedente                                                               |
| Israele (bandiera)        | Maccabi Tel Aviv Maccabi Giaffa                                                | Campione d'Israele 1976-77 Vicecampione d'Israele 1976-77 | |
| Norvegia (bandiera)       | Lillestrøm                                                                     | Campione della Norvegia 1976 | |
| Paesi Bassi (bandiera)    | Twente FC Amsterdam                                                            | 9º campionato d'Olanda 1976-77 15º campionato d'Olanda 1976-77 | Vincitrice Coppa d' Olanda 1976-77                                                                                            |
| Bulgaria (bandiera)       | Slavia Sofia                                                                   | 4º campionato di Bulgaria 1976-77 | |

## Squadre partecipanti
La fase a gironi del torneo era composta da dieci gruppi di quattro squadre ciascuno, le squadre che si imponevano nei singoli raggruppamenti venivano considerate tutte vincenti a pari merito.
Rispetto alla Coppa dell'edizione precedente, le squadre del Portogallo non partecipano, rientrano le squadre dei Paesi Bassi e per la prima volta partecipa una squadra  dalla Bulgaria.
- In giallo le vincitrici dei gironi.

| Girone | Austria            | Belgio         | Bulgaria     | Cecoslovacchia    | Danimarca | Germania Ovest        | Israele          | Jugoslavia | Norvegia   | Paesi Bassi  | Polonia            | Svezia          | Svizzera     |
| 1      | -                  | -              | -            | -                 | -         | -                     | Maccabi Giaffa   | Vojvodina  | -          | FC Amsterdam | -                  | Halmstad        | -            |
| 2      | -                  | Standard Liegi | -            | -                 | -         | Duisburg              | Maccabi Tel Aviv | -          | -          | Twente       | -                  | -               | -            |
| 3      | SSW Innsbruck      | -              | -            | Inter Bratislava  | -         | Eintracht Francoforte | -                | -          | -          | -            | -                  | -               | Zurigo       |
| 4      | -                  | -              | Slavia Sofia | -                 | -         | Amburgo               | -                | -          | -          | -            | -                  | Malmö FF        | Grasshoppers |
| 5      | -                  | -              | -            | Slavia Praga      | -         | -                     | -                | -          | -          | -            | Legia Varsavia     | Landskrona BoIS | Young Boys   |
| 6      | Grazer AK          | -              | -            | -                 | Frem      | -                     | -                | Rijeka     | -          | -            | Ruch Chorzów       | -               | -            |
| 7      | LASK               | -              | -            | Jednota Trenčín   | -         | -                     | -                | -          | Lillestrøm | -            | Zagłębie Sosnowiec | -               | -            |
| 8      | Admira/Wacker      | -              | -            | Slovan Bratislava | B 1903    | Hertha Berlino        | -                | -          | -          | -            | -                  | -               | -            |
| 9      | Austria Salisburgo | -              | -            | Zbrojovka Brno    | Aalborg   | -                     | -                | -          | -          | -            | -                  | Öster           | -            |
| 10     | Sturm Graz         | -              | -            | -                 | KB        | -                     | -                | -          | -          | -            | Pogoń Stettino     | -               | Chênois      |

## Risultati
Date: 25 giugno (1ª giornata), 2 luglio (2ª giornata), 9 luglio (3ª giornata), 16 luglio (4ª giornata), 23 luglio (5ª giornata) e 30 luglio 1977 (6ª giornata).

### Girone 1
Il 23 luglio il Maccabi Giaffa non si è presentato a Novi Sad: al Vojvodina è stata assegnata la vittoria a tavolino.
| Squadra        | Pti | G | V | N | P | GF | GS | DR |
| -------------- | --- | - | - | - | - | -- | -- | -- |
| Halmstad       | 7   | 6 | 2 | 3 | 1 | 12 | 8  | +4 |
| Vojvodina      | 7   | 6 | 3 | 1 | 2 | 14 | 12 | +2 |
| FC Amsterdam   | 5   | 6 | 1 | 3 | 2 | 9  | 9  | 0  |
| Maccabi Giaffa | 5   | 6 | 2 | 1 | 3 | 9  | 15 | −6 |

|           | Hal | Voj | Ams | Mac |
| --------- | --- | --- | --- | --- |
| Halmstad  |     | 3-1 | 1-1 | 4-1 |
| Vojvodina | 3-2 |     | 2-2 | 3-0 |
| Amsterdam | 1-1 | 1-2 |     | 3-1 |
| Maccabi   | 1-1 | 4-3 | 2-1 |     |

### Girone 2
| Squadra          | Pti | G | V | N | P | GF | GS | DR |
| ---------------- | --- | - | - | - | - | -- | -- | -- |
| Duisburg         | 8   | 6 | 3 | 2 | 1 | 13 | 7  | +6 |
| Standard Liegi   | 7   | 6 | 3 | 1 | 2 | 8  | 9  | −1 |
| Twente           | 6   | 6 | 3 | 0 | 3 | 13 | 13 | 0  |
| Maccabi Tel Aviv | 3   | 6 | 1 | 1 | 4 | 10 | 15 | −5 |

|          | Dui | Sta | Twe | Mac |
| -------- | --- | --- | --- | --- |
| Duisburg |     | 4-0 | 2-3 | 2-2 |
| Standard | 0-0 |     | 2-1 | 2-1 |
| Twente   | 0-2 | 3-2 |     | 3-4 |
| Maccabi  | 2-3 | 0-2 | 1-3 |     |

### Girone 3
| Squadra               | Pti | G | V | N | P | GF | GS | DR  |
| --------------------- | --- | - | - | - | - | -- | -- | --- |
| Inter Bratislava      | 9   | 6 | 4 | 1 | 1 | 18 | 11 | +7  |
| Eintracht Francoforte | 7   | 6 | 2 | 3 | 1 | 13 | 8  | +5  |
| SSW Innsbruck         | 6   | 6 | 2 | 2 | 2 | 10 | 10 | 0   |
| Zurigo                | 2   | 6 | 1 | 0 | 5 | 4  | 16 | −12 |

|           | Int | Ein | Inn | Zur |
| --------- | --- | --- | --- | --- |
| Inter     |     | 2-5 | 4-2 | 5-0 |
| Eintracht | 2-2 |     | 1-1 | 4-1 |
| Innsbruck | 1-3 | 1-1 |     | 3-0 |
| Zurigo    | 1-2 | 1-0 | 1-2 |     |

### Girone 4
| Squadra      | Pti | G | V | N | P | GF | GS | DR  |
| ------------ | --- | - | - | - | - | -- | -- | --- |
| Slavia Sofia | 10  | 6 | 5 | 0 | 1 | 13 | 7  | +6  |
| Malmö FF     | 8   | 6 | 3 | 2 | 1 | 12 | 4  | +8  |
| Amburgo      | 5   | 6 | 2 | 1 | 3 | 11 | 15 | −4  |
| Grasshoppers | 1   | 6 | 0 | 1 | 5 | 5  | 15 | −10 |

|              | Sla | Mal | Amb | Gra |
| ------------ | --- | --- | --- | --- |
| Slavia       |     | 1-0 | 3-0 | 2-1 |
| Malmö        | 3-0 |     | 5-0 | 1-0 |
| Amburgo      | 2-3 | 2-2 |     | 4-1 |
| Grasshoppers | 1-4 | 1-1 | 1-3 |     |

### Girone 5
| Squadra          | Pti | G | V | N | P | GF | GS | DR  |
| ---------------- | --- | - | - | - | - | -- | -- | --- |
| Slavia IPS Praga | 10  | 6 | 4 | 2 | 0 | 23 | 8  | +15 |
| Legia Varsavia   | 9   | 6 | 3 | 3 | 0 | 11 | 6  | +5  |
| Young Boys       | 3   | 6 | 1 | 1 | 4 | 8  | 16 | −8  |
| Landskrona BoIS  | 2   | 6 | 1 | 0 | 5 | 7  | 19 | −12 |

|            | Sla | Leg | Y.B | Lan |
| ---------- | --- | --- | --- | --- |
| Slavia     |     | 1-1 | 5-0 | 6-1 |
| Legia      | 2-2 |     | 4-1 | 1-0 |
| Young Boys | 1-4 | 1-1 |     | 4-0 |
| Landskrona | 3-5 | 1-2 | 2-1 |     |

### Girone 6
| Squadra      | Pti | G | V | N | P | GF | GS | DR  |
| ------------ | --- | - | - | - | - | -- | -- | --- |
| Frem         | 9   | 6 | 4 | 1 | 1 | 16 | 4  | +12 |
| Ruch Chorzów | 8   | 6 | 4 | 0 | 2 | 14 | 8  | +6  |
| Rijeka       | 6   | 6 | 2 | 2 | 2 | 10 | 8  | +2  |
| Grazer AK    | 1   | 6 | 0 | 1 | 5 | 1  | 21 | −20 |

|        | Fre | Ruc | Rij | GAK |
| ------ | --- | --- | --- | --- |
| Frem   |     | 3-0 | 2-0 | 6-0 |
| Ruch   | 2-1 |     | 2-4 | 5-0 |
| Rijeka | 2-2 | 0-1 |     | 1-1 |
| GAK    | 0-2 | 0-4 | 0-3 |     |

### Girone 7
| Squadra            | Pti | G | V | N | P | GF | GS | DR  |
| ------------------ | --- | - | - | - | - | -- | -- | --- |
| Jednota Trenčín    | 10  | 6 | 5 | 0 | 1 | 18 | 6  | +12 |
| Zagłębie Sosnowiec | 10  | 6 | 5 | 0 | 1 | 13 | 4  | +9  |
| Lillestrøm         | 2   | 6 | 1 | 0 | 5 | 5  | 15 | −10 |
| LASK               | 2   | 6 | 1 | 0 | 5 | 4  | 15 | −11 |

|            | Jed | Zag | Lil | Lin |
| ---------- | --- | --- | --- | --- |
| Jednota    |     | 3-0 | 5-1 | 4-0 |
| Zagłębie   | 2-0 |     | 3-0 | 3-0 |
| Lillestrøm | 2-3 | 0-2 |     | 1-0 |
| Linz       | 1-3 | 1-3 | 2-1 |     |

### Girone 8
| Squadra                 | Pti | G | V | N | P | GF | GS | DR |
| ----------------------- | --- | - | - | - | - | -- | -- | -- |
| Slovan CHZJD Bratislava | 9   | 6 | 4 | 1 | 1 | 16 | 8  | +8 |
| Hertha Berlino          | 8   | 6 | 3 | 2 | 1 | 6  | 2  | +4 |
| B 1903                  | 4   | 6 | 0 | 4 | 2 | 4  | 7  | −3 |
| Admira/Wacker           | 3   | 6 | 0 | 3 | 3 | 4  | 13 | −9 |

|        | Slo | Her | 1903 | Adm |
| ------ | --- | --- | ---- | --- |
| Slovan |     | 2-1 | 3-1  | 5-1 |
| Hertha | 3-0 |     | 0-0  | 1-0 |
| B 1903 | 1-1 | 0-1 |      | 1-0 |
| Admira | 1-5 | 0-0 | 1-1  |     |

### Girone 9
| Squadra            | Pti | G | V | N | P | GF | GS | DR |
| ------------------ | --- | - | - | - | - | -- | -- | -- |
| Öster              | 10  | 6 | 4 | 2 | 0 | 13 | 7  | +6 |
| Zbrojovka Brno     | 8   | 6 | 4 | 0 | 2 | 14 | 9  | +5 |
| Austria Salisburgo | 3   | 6 | 0 | 3 | 3 | 5  | 9  | −4 |
| Aalborg            | 3   | 6 | 0 | 3 | 3 | 6  | 13 | −7 |

|           | Öst | Zbr | Aus | Aal |
| --------- | --- | --- | --- | --- |
| Öster     |     | 4-2 | 1-0 | 2-2 |
| Zbrojovka | 1-2 |     | 3-1 | 2-1 |
| Austria   | 1-1 | 1-2 |     | 1-1 |
| Aalborg   | 1-3 | 0-4 | 1-1 |     |

### Girone 10
| Squadra        | Pti | G | V | N | P | GF | GS | DR |
| -------------- | --- | - | - | - | - | -- | -- | -- |
| Pogoń Stettino | 9   | 6 | 3 | 3 | 0 | 11 | 4  | +7 |
| KB             | 6   | 6 | 1 | 4 | 1 | 8  | 10 | −2 |
| Sturm Graz     | 5   | 6 | 2 | 1 | 3 | 10 | 6  | +4 |
| Chênois        | 4   | 6 | 1 | 2 | 3 | 3  | 12 | −9 |

|         | Pog | KB  | Stu | Chê |
| ------- | --- | --- | --- | --- |
| Pogoń   |     | 2-2 | 1-0 | 6-1 |
| KB      | 1-1 |     | 2-1 | 0-0 |
| Sturm   | 0-0 | 5-2 |     | 4-0 |
| Chênois | 0-1 | 1-1 | 1-0 |     |